# Эффект Вавилова — Черенкова

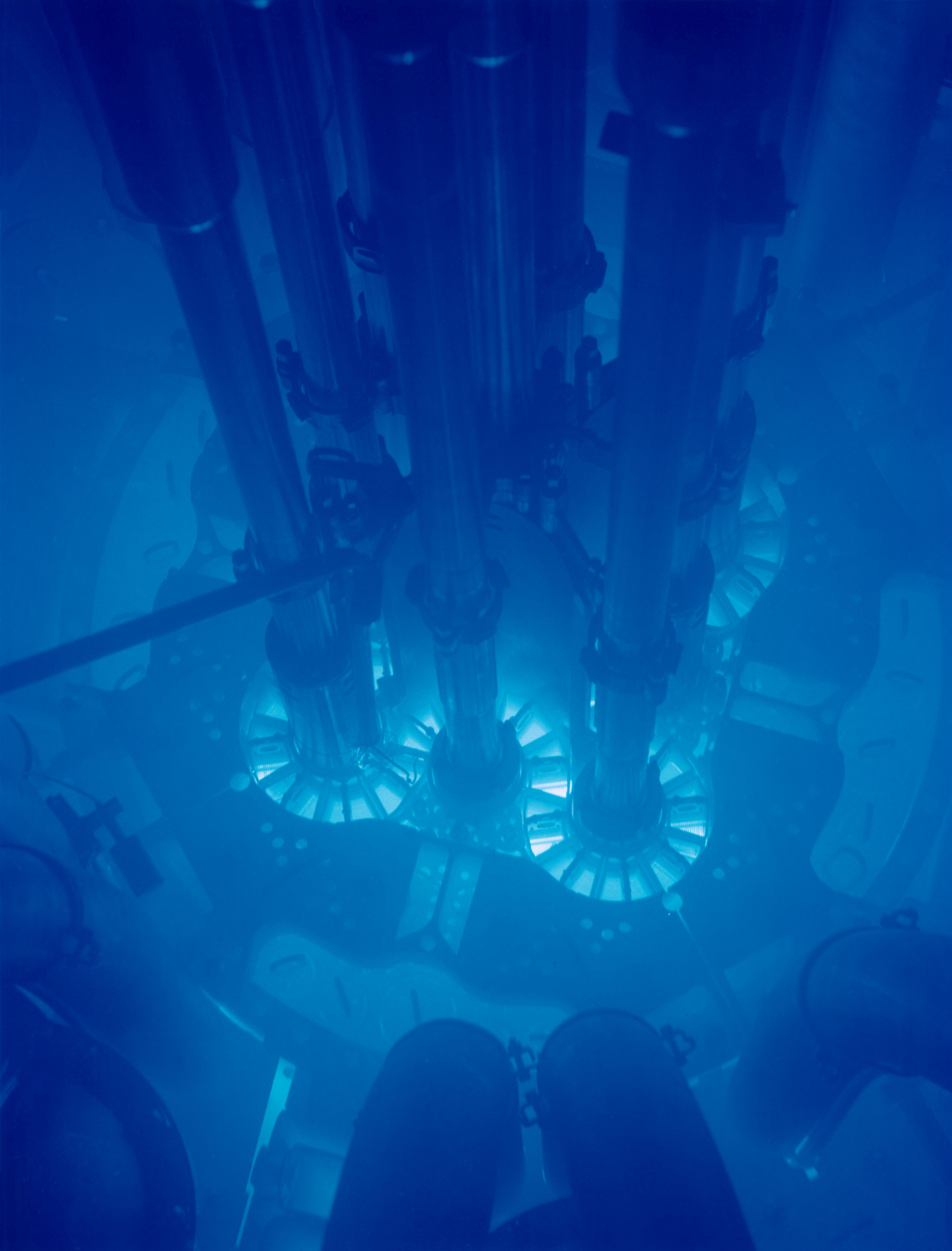
Излучение Вавилова — Черенкова в охлаждающей жидкости Исследовательский реактор ATR
Национальной лаборатории Айдахо.

Эффе́кт Вави́лова — Черенко́ва, эффе́кт Черенко́ва, излуче́ние Вави́лова — Черенко́ва, черенко́вское излуче́ние — свечение, вызываемое в прозрачной среде заряженной частицей, движущейся со скоростью, превышающей фазовую скорость распространения света в этой среде.
В 1958 году Павел Черенков, Игорь Тамм и Илья Франк были удостоены Нобелевской премии по физике с формулировкой: «За открытие и истолкование эффекта Черенкова».
Детекторы, регистрирующие черенковское излучение, широко используются в физике высоких энергий для регистрации релятивистских частиц и определения их скоростей и направлений движения. Если известна масса порождающих черенковское излучение частиц, то сразу определяется их кинетическая энергия.

## История открытия
В 1934 году П. А. Черенков, выполняя в лаборатории С. И. Вавилова исследования люминесценции жидкостей под воздействием гамма-излучения, обнаружил слабое голубое излучение неизвестной природы. Позже было установлено, что это свечение вызывается электронами, движущимися со скоростями, превышающими фазовую скорость света в среде. Быстрые электроны выбиваются из электронных оболочек атомов среды гамма-излучением.
Уже первые эксперименты Черенкова, предпринятые по инициативе С. И. Вавилова, выявили ряд необъяснимых особенностей излучения: свечение наблюдается у всех прозрачных жидкостей, причём яркость мало зависит от их химического состава и химической природы, излучение поляризовано с преимущественным направлением электрического вектора вдоль направления распространения частиц, при этом в отличие от люминесценции не наблюдается ни температурного, ни примесного тушения. На основании этих данных Вавиловым было сделано основополагающее утверждение, что обнаруженное явление не является люминесценцией, а свет излучают движущиеся в жидкости быстрые электроны.
Первая попытка объяснения излучения, оказавшаяся неудачной, была предпринята С. И. Вавиловым. Правильное теоретическое объяснение явления было дано И. Е. Таммом и И. М. Франком в 1937 году.
В 1958 году Черенков, Тамм и Франк были награждены Нобелевской премией по физике «за открытие и истолкование эффекта Черенкова». Манне Сигбан из Шведской королевской академии наук в своей речи на церемонии вручения премии отметил, что «Открытие явления, ныне известного как эффект Черенкова, представляет собой интересный пример того, как относительно простое физическое наблюдение при правильном подходе может привести к важным открытиям и проложить новые пути для дальнейших исследований».

## Механизм возникновения и направление распространения излучения

Анимация возникновения излучения Вавилова — Черенкова

Теория относительности гласит: ни одно материальное тело, включая быстрые элементарные частицы с высокими энергиями, не может двигаться со скоростью, превышающей скорость света в вакууме.
Но в оптически прозрачных средах скорость быстрых заряженных частиц может быть больше фазовой скорости света в этой среде. Действительно, фазовая скорость света в среде {\displaystyle c_{m}} равна скорости света в вакууме {\displaystyle c}, делённой на показатель преломления среды {\displaystyle n}: {\displaystyle c_{m}=c/n}. При этом вода, например, имеет показатель преломления 1,33, а показатели преломления различных марок оптических стёкол лежат в пределах от 1,43 до 2,1. Соответственно, фазовая скорость света в таких средах составляет 50—75 % от скорости света в вакууме. Поэтому оказывается, что релятивистские частицы, скорость которых близка к скорости света в вакууме, движутся в таких средах со скоростью, превосходящей фазовую скорость света.
Возникновение излучения Черенкова аналогично возникновению ударной волны в виде конуса Маха от тела, движущегося со сверхзвуковой скоростью в газе или жидкости, например, ударная конусообразная волна в воздухе от сверхзвукового самолёта или пули.
Пояснить это явление можно по аналогии с волнами Гюйгенса, из каждой точки вдоль траектории движения быстрой частицы исходит сферический фронт световой волны, распространяющийся по среде со скоростью света в этой среде, причём каждая следующая сферическая волна испускается из следующей точки на пути движения частицы. Если частица движется быстрее скорости распространения света в среде, то она обгоняет световые волны. Совокупность касательных прямых к сферическим волновым фронтам, проведённых из точки, проходящей через частицу, образует круговой конус — волновой фронт излучения Черенкова.
Угол при вершине конуса зависит от скорости частицы и от скорости света в среде:
{\displaystyle \sin \phi ={\frac {c}{n\cdot v_{p}}},}
где: {\displaystyle \phi } — половина угла при вершине конуса;
{\displaystyle c} — скорость света в вакууме;
{\displaystyle v_{p}} — скорость частицы.
{\displaystyle n} — показатель преломления.
Таким образом, угол раскрытия конуса излучения Черенкова позволяет определить скорость частицы. Угол раскрытия измеряют с помощью какой-либо оптической системы, на этом принципе работают черенковские детекторы релятивистских частиц.

## Интересные следствия
- Распространённое представление о том, что на больших глубинах в океане царит полный мрак, так как свет с поверхности туда не доходит, является ошибочным. Как следствие распада радиоактивных изотопов в океанской воде, в частности, калия-40, даже на больших глубинах вода слабо светится из-за эффекта Вавилова — Черенкова[5]. Существуют гипотезы, что большие глаза нужны глубоководным созданиям затем, чтобы видеть при столь слабом освещении.
- На образование излучения, испускаемого частицей, затрачивается её кинетическая энергия, соответственно, в процессе излучения скорость частицы уменьшается.